# Ahlhorn
Ahlhorn är en ort i den tyska kommunen Großenkneten. Orten ligger vid motorvägskorsningen Dreieck Ahlhorner Heide där motorvägarna A1 och A29 möts. Genom orten passerar förbundsvägen B213. 